# Khỉ đột đất thấp phía Tây
Gorilla gorilla gorilla (Tên tiếng Anh: Western lowland gorilla - Khỉ đột đất thấp phía tây) là một trong hai phân loài khỉ đột phía tây (Gorilla gorilla), chúng sống ở rừng nguyên sinh, rừng thứ sinh và đồng bằng ở Angola, Cameroon, Cộng hòa Trung Phi, Cộng hòa Congo, Cộng hòa Dân chủ Congo, Guinea Xích Đạo và Gabon. Chúng cũng thường được tìm thấy trong vườn thú.